# Pseudotephritis corticalis
Pseudotephritis corticalis är en tvåvingeart som först beskrevs av Friedrich Hermann Loew 1873.  Pseudotephritis corticalis ingår i släktet Pseudotephritis och familjen fläckflugor. Arten är reproducerande i Sverige. Inga underarter finns listade i Catalogue of Life.